# Fires (livro)
Fires (em francês:  Feux) é um livro em prosa de 1936 da escritora francesa Marguerite Yourcenar. Consiste em aforismos, poesia em prosa e entradas fragmentadas de diários que fazem alusão a uma história de amor.

## Recepção
Stephen Koch revisou o livro para o The New York Times em 1981 e o descreveu como um "romance não escrito", um tipo de livro fragmentário que ele comparou a obras de Rainer Maria Rilke, Colette, Cyril Connolly e Roland Barthes: "Esses livros insistem - em cada página - que não são romances. Eles se recusam a ser romances. No entanto, por meio de suas alternativas fragmentadas, ainda podemos vislumbrar os romances que eles se recusam a ser - contos de outra forma incontáveis, mascarados e revelados - por razões que vão da discrição ao desespero e a uma certa falta de ar visionária. ... O romance não escrito entre as fantasias e aforismos de Fires é um conto clássico."